# Universidade Privada de Angola
A Universidade Privada de Angola (UPRA) é uma instituição de ensino superior angolana privada com sede no município da Talatona, na província de Luanda.
Possui campus nas cidades angolanas de Luanda, Cabinda e Lubango, Moçâmedes.

## História
A universidade tem a sua génese no Instituto Superior Privado de Angola, outrora abreviadamente ISPRA, reconhecido no decreto nº 58/00, de 15 de dezembro de 2000.
Em 2007 o ISPRA ganhou reconhecimento pelo Governo no decreto nº 28/07, sendo convertido em Universidade Privada de Angola (UPRA).

## Cursos
Sem vinculação a unidades orgânicas, em 2017, eram ofertados os seguintes cursos em nível de graduação:
- Arquitectura e Urbanismo
- Ciências Farmacêuticas
- Comunicação Social
- Enfermagem
- Engenharia Civil
- Engenharia Informática
- Engenharia Mecânica
- Fisioterapia
- Gestão e Contabilidade
- Odontologia
- Psicologia
- Relações Internacionais
- Turismo e Gestão Hoteleira
- Medicina[4]

### Instituto Superior Politécnico Tundavala
Em nível de graduação, em 2017, ministrava os cursos de:
- Engenharia Agronómica
- Psicologia
- Fisioterapia
- Engenharia do Ambiente
- Engenharia Civil
- Contabilidade e Auditoria, Gestão de Empresas
- Enfermagem
- Comunicação Social
- Relações Internacionais